# Normalité (comportement)
Pour les articles homonymes, voir Normalité.
La normalité est ce qui est conforme à ce dont on a l'habitude, ce qui ne surprend, ne dérange ni n'attire la curiosité car moyen (norme) et considéré de ce fait comme règle à suivre. Il s'agit aussi de ce qui est fait par tout le monde, de ce qui est si commun que la plupart des gens le font, comme la nécessité de manger et de boire pour tout animal vivant, pour tout Homme vivant. Cela reste une notion modérément vague, définie en fonction de chaque société, selon ce qu'elle est, et selon son histoire, son imaginaire populaire, souvent. Une chose, un acte dit « normal » peut être perçue différemment selon la sensibilité, l'ouverture d'esprit, l'intellect, la perception, le type de raisonnement déployé par chacun ou bien encore selon les représentations, individuelles ou sociales, liées à ladite chose. Pour Fernand Ouellette, « La normalité demeure une question relative à une époque et à une civilisation. Or, chaque culture a tendance à croire que son équilibre est la norme universelle. »

## Normes sociales
Tout ce qui apparaît normal, au sens habituel, courant, est d'office jugé correct par la société, alors qu'on se méfiera tout de suite de ce qui est différent (de ce qui dérange), de ce qui semble plus original que la moyenne ou plus audacieux, plus zélé que ce qu'on voit d'habitude, de ce qui semble dérangeant ou bouleversant, à une époque donnée, car les gens ont peur de l'inconnu, qui est perçu comme mystérieux, et donc opaque, et potentiellement dangereux.

## La normalité subjective
Quelque chose qui est normal pour quelqu'un peut paraitre anormal pour une autre ; ainsi, une personne peut se trouver normale et juger une autre personne anormale, tandis que la seconde se considèrera comme normale, et considèrera la première comme anormale...[réf. nécessaire]

## La normalité en psychologie du consommateur
En psychologie du consommateur, selon Romain Cally la « normalité » est considérée comme un « champ », plutôt que comme une ligne de conduite rigide et fixe. Dans le domaine de la consommation, on parle d'ailleurs de « comportement ordinaire » d’achat en lieu et place de « comportement normal » d’achat. Finalement, un individu a un « comportement « ordinaire » » d'achat quand il essaie de satisfaire un besoin en dépensant utilement, tout en s'accordant de temps à autre un plaisir, un luxe qui va au-delà de la stricte nécessité. Les professionnels de mercatique jouent sur cette notion de « normalité » pour captiver l'attention des consommateurs. De plus, dans la publicité, le qualificatif et la notion de « normal » sont davantage utilisés pour créer au niveau perceptif un « effet de contraste », lequel a pour but d'insister sur l’attractivité d’un produit, d’une marque.